# HD69471
HD69471 — подвійна зоря. 
Дана подвійна система має видиму зоряну величину в смузі V приблизно 8,6.

## Подвійна зоря
Головна зоря цієї системи належить до хімічно пекулярних зір й має спектральний клас A2.
Інша компонента має  спектральний клас A9.